# Gres de Luxemburg

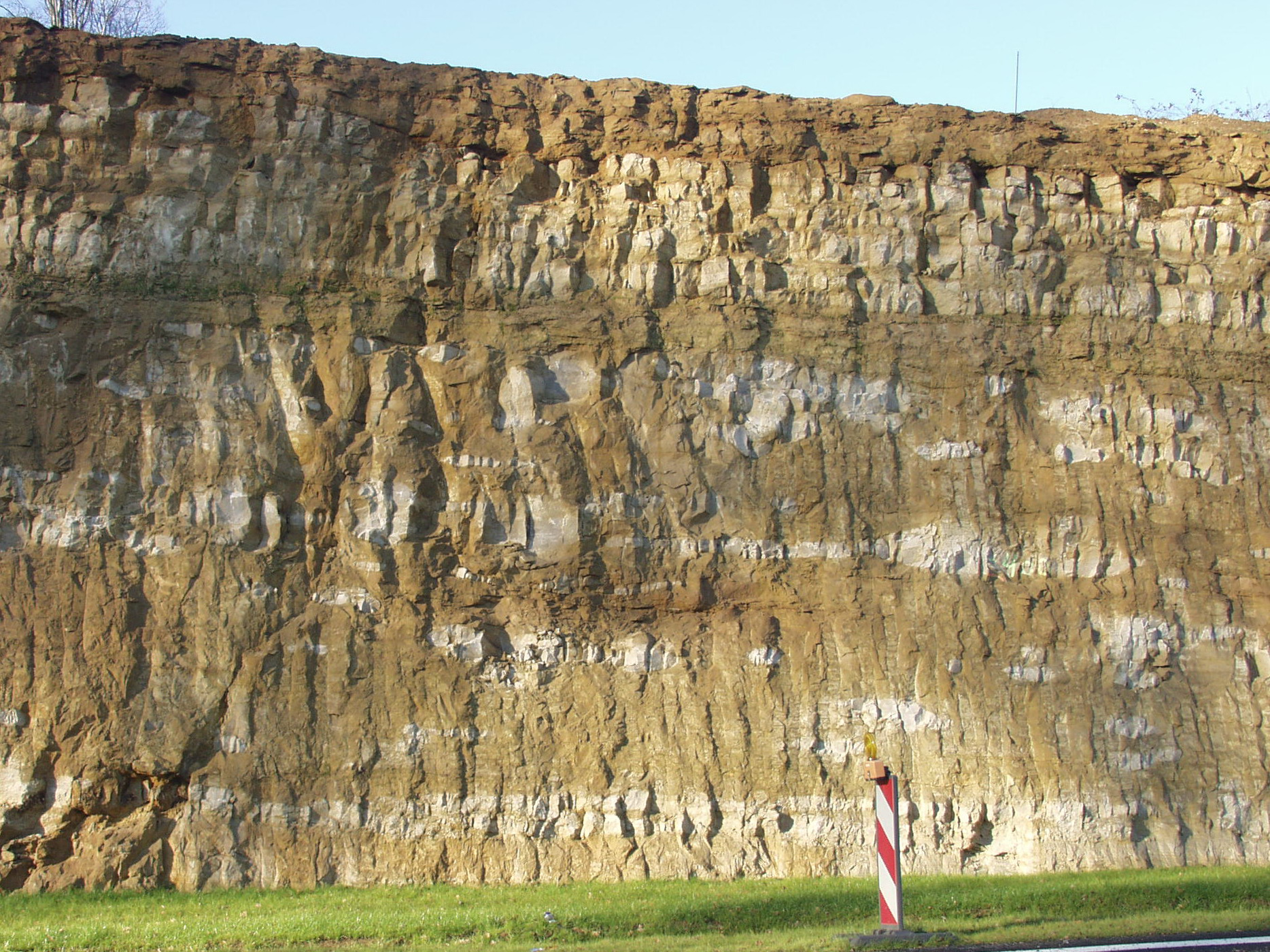
Aflorament de gres de Luxemburg en un indret de construcció de carreteres, al nord de Ciutat de Luxemburg.

El gres de Luxemburg és una formació de roques greso-calcàries l'edat de les quals oscil·la del període Hettangià de prop de la ciutat d'Hettange-Grande a França a la del període Sinemurià a Bèlgica.
Eugène Renevier va proposar els afloraments de la pedrera d'Hettange-Grande com un estratotip per al període de l'Hettangià el 1864.
Aquesta formació és una anomalia de formacions sedimentàries de dues roques el marga i la pedra calcària. El gres de Luxemburg constitueix una erosió de l'acumulació d'arena que va sorgir del continent varisc al massís de les Ardenes que es va dipositar durant milers d'anys sobre una plataforma marina poc profunda en forma d'un conjunt de barres i ratlles d'arena paral·leles a la costa pels corrents del canal de la depressió d'Eifel.
La formació s'estén a Luxemburg i Bèlgica en una àmplia banda d'1 a 5 quilòmetres sobre una línia imaginària que es poden traçar a partir d'Arlon a l'oest cap a l'est d'Echternach.
Del gres de Luxemburg s'han establert una multitud de pedreres, ja sigui en l'explotació de pedra o d'arena (sorra groga).
L'erosió de la cornisa de gres de Luxemburg, en l'est del Gran Ducat ha generat una gran riquesa de formes que comporten la característica del paisatge típic de la petita Suïssa luxemburguesa (o Müllerthal).
Gràcies a la seva permeabilitat i gran porositat, el gres és el més important aqüífer del Gran Ducat.
El Museu Nacional d'Història Natural de Luxemburg conserva una important col·lecció de fòssils provinents de la pedrera de Brouch (més de 30 espècies de gastròpodes).